# سیندرلا
سعیندرلا یا کفش شیشه‌ای کوچک یک داستان عامیانه است که عنصری از ستم و پاداش پیروزمندانه را تجسم می‌کند. این داستان، یک پدیده جهانی است. شخصیت اصلی داستا 
داستان چینی یی ژیان که نخستین‌بار در حدود ۸۶۰ میلادی نوشته شده‌است، یکی دیگر از نسخه‌های اولیهٔ این داستان است. نخستین نسخهٔ ادبی اروپا از داستان در سال ۱۶۳۴ در ایتالیا، منتشر شد. نسخه‌ای که در دنیای انگلیسی‌زبان مشهور است را شارل پرو در تاریخ ۱۶۹۷ در فرانسه، منتشر کرد. برادران گریم بعداً نسخهٔ دیگری را در مجموعه داستان‌های عامیانه قصه‌های برادران گریم در سال ۱۸۱۲، منتشر کردند.
اگرچه عنوان داستان و نام شخصیت اصلی در زبان‌های مختلف تغییر می‌کند اما در فولکلور به زبان انگلیسی سیندرلا یک نام برجسته است. (سیندرلا، به معنای کسی است که خصوصیات آن به رسمیت شناخته نشده‌است، کسی که به‌طور غیرمنتظره‌ای پس از یک دوره گمنامی و غفلت، به شناخت یا موفقیت دست می‌یابد). داستان «سیندرلا» همچنان بر فرهنگ عامه در سطح بین‌المللی تأثیر می‌گذارد؛ عناصر توطئه‌ها، تلمیح و مجاز را به طیف گسترده‌ای از رسانه‌ها نشان می‌دهد. در روانشناسی، مبحثی به عنوان سندروم سیندرلا وجود دارد.: 24–26 

## نسخه‌های باستانی

### رودوپیس
قدیمی‌ترین نسخهٔ شفاهی شناخته شدهٔ داستان سیندرلا، داستان یونانی باستان از رودوپیس است. یک کشیش یونانی که در مستعمرهٔ ناوکراتیس در مصر زندگی می‌کرد و نام آن به معنی «گونه‌های گلگون» است. جغرافی‌دان یونانی استرابون، این داستان را برای نخستین بار (کتاب ۱۷، ۳۳) ثبت کرده‌است، عقاب یکی از صندل‌های خود را از خدمتکار خود ربود و آن را به منف منتقل کرد؛ و در حالی که پادشاه در فضای باز، عدالت را اجرا می‌کرد، عقاب وقتی به بالای سرش رسید، صندل را به دامان خود پرتاب کرد؛ و پادشاه، هم با فرم زیبای صندل و هم با عجیب و غریب بودن این واقعه، برانگیخت، مردان را از هر جهتی در جست‌وجوی زنی که صندل پوشیده بود، به کشور فرستاد؛ و هنگامی که در شهر نوکراتیس یافت شد، او را به ممفیس آوردند، همسر پادشاه شد . . .
یک راوی رومی، آلیان (حدود ۱۷۵- حدود ۲۳۵) بعداً این داستان را در تاریخ متفرقه خود که کاملاً به زبان یونانی نوشته شده، گزارش کرده‌است. داستان آلیان، داستانی که استرابون گفته بود، بسیار نزدیک است، اما می‌افزاید: نام سلطان مورد نظر پسامتیکوس بود. روایت آلیان نشان می‌دهد که داستان رودوپیس در تمام دوران باستان، محبوبیت داشته‌است.

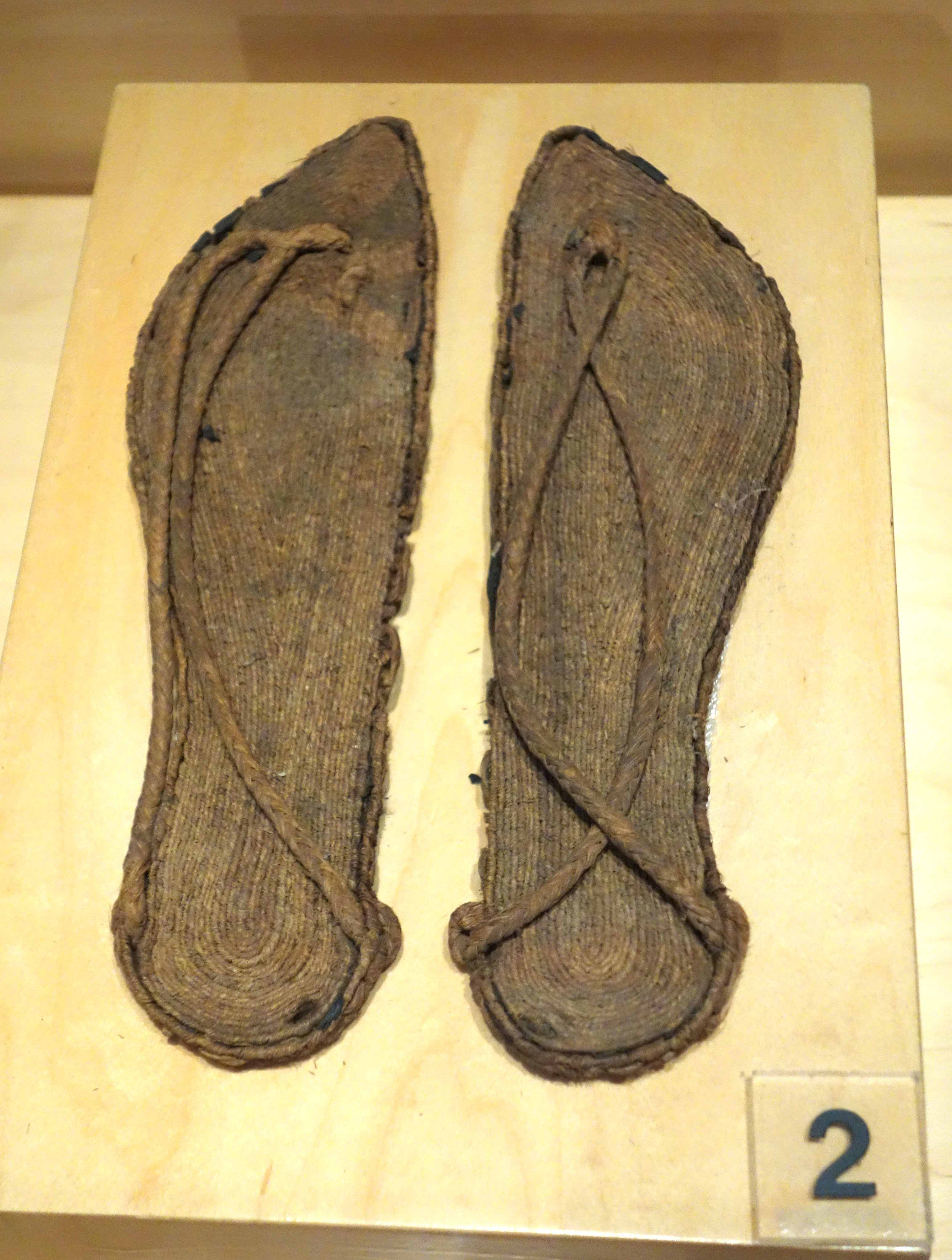
جفت صندل‌های باستانی مصر

### یی ژیان[۹]
در این نسخه، یی ژیان، دختر رهبر قبیلهٔ محلی است که هنگام جوانی، درگذشت. از آنجا که مادرش پیش از پدر درگذشت، او اکنون، تحت مراقبت همسر دوم پدرش است که از او سوءاستفاده کرده‌است. او با یک ماهی دوست می‌شود، که شبیه مادر مرحومش است. نامادری و خواهر ناتنی او ماهی را می‌کشند، اما یی ژیان استخوان‌هایی را پیدا می‌کند که جادویی است، و آن‌ها به لباس مناسب او برای یک جشنوارهٔ محلی، از جمله یک کفش طلایی بسیار سبک، کمک می‌کنند. نامادری، او را در این جشنواره می‌شناسد و باعث فرار او می‌شود و به‌طور تصادفی کفش را گم می‌کند. پس از آن، پادشاه جزیرهٔ دریایی، کفش دیگر را بدست می‌آورد و نسبت به آن، کنجکاو است زیرا هیچ‌کس پا ندارد که بتواند کفش را در آن جای دهد. پادشاه در همه جا جستجو می‌کند و سرانجام، به خانه‌ای می‌رسد، جایی که او کفش را امتحان می‌کند. پادشاه متوجه می‌شود که او یکی است و او را به پادشاهی خود بازمی‌گرداند. نامادری، بی‌رحمانه و خواهر ناتنی او با پرواز ماهی کشته می‌شوند. انواع داستان در بسیاری از اقوام چین نیز یافت می‌شود.

## نسخه‌های ادبی
نخستین نسخهٔ مکتوب اروپایی داستان را جیام باتیستا باسیل در سال (۱۶۳۴) در ناپل ایتالیا، منتشر کرد. خود این داستان در پادشاهی ناپل، در آن زمان، مهمترین مرکز سیاسی و فرهنگی جنوب ایتالیا و از جمله تأثیرگذارترین پایتخت‌های اروپا تنظیم شده بود و به زبان ناپولی نوشته شده‌است. بعداً، شارل پرو در سال (۱۶۹۷)، به همراه دیگر داستان‌های باسیل و برادران گریم در مجموعه داستان‌های عامیانه خود قصه‌های برادران گریم (۱۸۱۲) بازگو کردند.

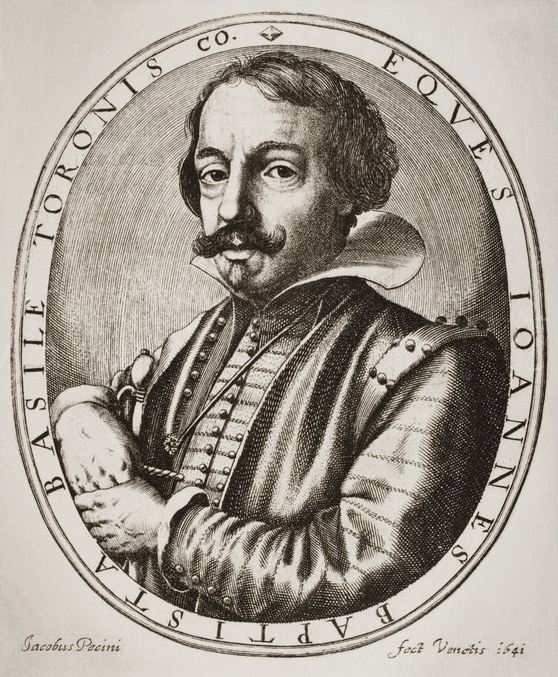
جیام باتیستا باسیلنویسنده ایتالیایی اولین نسخه ادبی داستان را نوشت.

#### طرح
یک شاهزادهٔ دختر به نام ززولا (تونی) (شکل سیندرلا) دارد که به گرایش معشوق، علاقه دارد. این قدرت با کمک ززولا، شاهزاده را ترغیب می‌کند که با او ازدواج کند. سپس، این دختر شش دختر خود را که سوءاستفاده از ززولا (تونی) هستند، به همراه می‌آورد و او را به درون آشپزخانه می‌فرستد تا به عنوان خدمتکار فعالیت کند. شاهزاده به جزیرهٔ سینیا می‌رود، با پری که به دخترش هدیه می‌دهد، ملاقات می‌کند و برای او بازمی‌آورد: یک قلادهٔ طلایی، یک سطل طلایی، دستمال ابریشمی و نهال خرما. دختر درخت را پرورش می‌دهد، و هنگامی که پادشاه میزبان توپ می‌شود، ززولا با پری که در درخت خرما زندگی می‌کند لباس غنایی ظاهر می‌شود. پادشاه عاشق او می‌شود، اما پیش از اینکه متوجه شود کسی است، ززولا فرار می‌کند. دو بار ززولا از پادشاه و خادمانش فرار می‌کند. بار سوم، خدمتکار پادشاه یکی از دمپایی‌هایش را اسیر می‌کند. پادشاه همهٔ دختران این سرزمین را با استفاده از تست کفش به توپ دعوت می‌کند، پس از پرش کفش از روی دست به پای او، ززولا (تونی) را مشخص می‌کند و سرانجام با او ازدواج می‌کند.

#### طرحی دیگر
یک بیوهٔ ثروتمند یک دختر جوان زیبا دارد، دختری  که از مهربانی بی‌نظیر و خلوص شیرین است . آقا به عنوان همسر دوم خود با یک زن غرور و غرور ازدواج می‌کند. او دو دختر دارد که به همان اندازه بیهوده و خودخواه هستند. این دختر توسط نامادری خود، جایی که او به کار شبانه‌روزی انجام می‌شود، مجبور به بندگی می‌شود. پس از انجام کارهای روزانهٔ دخترانه، او در تلاش برای گرم ماندن در نزدیکی شومینه است. او غالباً به‌وجود می‌آید که پوشیده از سکه‌ها باشد و نام مستعار مسخرهٔ «سیندرلا» را توسط پله پله‌هایش به وجود آورد. سیندرلا صبر سوءاستفاده را تحمل می‌کند و به پدرش نمی‌گوید، چه کسی او را مورد سرزنش قرار می‌داد.
یک روز، شاهزاده همهٔ بانوان جوان این سرزمین را، به یک رقص دعوت می‌کند، تصمیم می‌گیرد همسر خود را انتخاب کند. این دو خواهر برای رقص برنامه‌ریزی می‌کنند و سیندرلا را با گفتن  اینکه او خدمتکار است ، دعوت نمی‌کنند.
وقتی خواهران به سمت رقصیدن می‌روند، سیندرلا در ناامیدی گریه می‌کند. فرشته‌ای به طرز جادویی ظاهر می‌شود و بلافاصله آغاز به تبدیل سیندرلا از خدمتکار خانه به بانوی جوانی می‌کند. او می‌رسد یک کدو تنبل به یک کالسکهٔ طلایی، موش به اسب، یک موش را به یک درشکه‌چی و مارمولک را پیاده. او سپس، لباس سیندرلا را به یک لباس نگین‌دار زیبا تبدیل می‌کند، با یک جفت کفش شیشه‌ای. فرشته به او می‌گوید که از رقصیدن لذت ببرد، اما به او هشدار می‌دهد که باید قبل از نیمه‌شب برگردد، وقتی جادوها شکسته می‌شوند.
نخستین اخلاق داستان، این است که زیبایی یک گنج است، اما بخشنده بی‌ارزش است. بدون آن، هیچ چیز ممکن نیست؛ با آن، هر کاری می‌تواند انجام دهد.

با این حال، اخلاق دوم داستان اولی را کاهش می‌دهد و انتقادی را که پررو به دنبال آن است نشان می‌دهد: این که «بدون شک داشتن هوش، شجاعت، پرورش خوب و عقل سلیم یک مزیت بزرگ است. این‌ها و استعدادهای مشابه فقط از بهشت حاصل می‌شوند و خوب است که آن‌ها را داشته باشید. با این حال، حتی ممکن است این‌ها نتوانند برای شما موفقیت کسب کنند، بدون برکت پدرخوانده یا معبود.»

#### برادران گریم
نسخهٔ مشهور دیگر، توسط برادران آلمانی جیکوب و ویلهلم گریم در سدهٔ نوزده به ثبت رسیده‌است. این داستان را «سیندرلا» در ترجمه‌های انگلیسی) می‌نامند. این نسخه بسیار پررنگ‌تر از نسخه‌های دیزنی است؛ به این ترتیب که پدر سیندرلا از دنیا نرفت و خدایی پری وجود ندارد، بلکه کمک از درخت آرزو می‌شود که قهرمان روی قبر مادرش کاشته‌است. در نسخهٔ دوم مجموعهٔ خود (۱۸۱۹)، گریمز نسخهٔ اصلی ۱۸۱۲ را با کدایی تکمیل کرد که در آن قدم به قدم برای قساوت خود، مجازات وحشتناکی متحمل می‌شوند.

#### طرح
طاعون، یک روستا را آلوده می‌کند، و همسر  یک اقای ثروتمند در بستر مرگ است . او خواستار تنها دختر خود است و به او می‌گوید که خوب و مهربان بماند، همان‌طور که خدا از او محافظت می‌کند. او سپس می‌میرد و دفن می‌شود. کودک هر روز برای غصه خوردن به مزار مادرش می‌رود و یک سال می‌گذرد. آقا، از ازدواج پیشین با زن دیگری با دو دختر بزرگ‌تر ازدواج می‌کند. آن‌ها چهره‌های زیبایی و پوست منصفانه دارند، اما قلب آن‌ها بی‌رحمانه و شرور است. کم کم لباس و جواهرات ریز دختر را دزدیده و او را مجبور به پوشیدن دستمال می‌کنند. آنها، او را به داخل آشپزخانه تبعید می‌کنند. او مجبور است انواع و اقسام کارهای سخت را از سپیده دم تا غروب برای خواهران انجام دهد. خواهران، بی‌رحمانه هیچ کاری نمی‌کنند جز اینکه او را مسخره کنند و کارهای خشن او را با ایجاد ظروف سرباز یا مسافر سخت‌تر کنند. با این وجود، با وجود همه این‌ها، دختر خوب و مهربان است و همیشه به مزار مادر خود می‌رود تا گریه کند و به خدا دعا کند که او شاهد بهبود اوضاع او باشد ….

### نتیجه‌گیری
در نسخهٔ آلمانی داستان، گام‌های شیطانی با فریب دادن چشم خود توسط پرندگان مجازات می‌شوند. در نسخه‌های دیگر، آن‌ها مورد بخشش قرار می‌گیرند و باعث می‌شوند خانم‌ها کمتر در انتظار ازدواج با اربابان باشند.
در هزار و یک شب، در حکایتی به نام «آنگلوت»، پله پله‌ها با استفاده از دوازده مدل موی جادویی بازمی‌گردند تا عروس را در شب عروسی خود به کبوتر تبدیل کنند، نامادری، جادوگر، پس از تولد موفق می‌شود دختر خود را برای عروس واقعی جایگزین کند. اینگونه داستان‌ها، داستان افسانه‌ای را ادامه می‌دهند که قسمت دوم در واقع است.

## نگارخانه

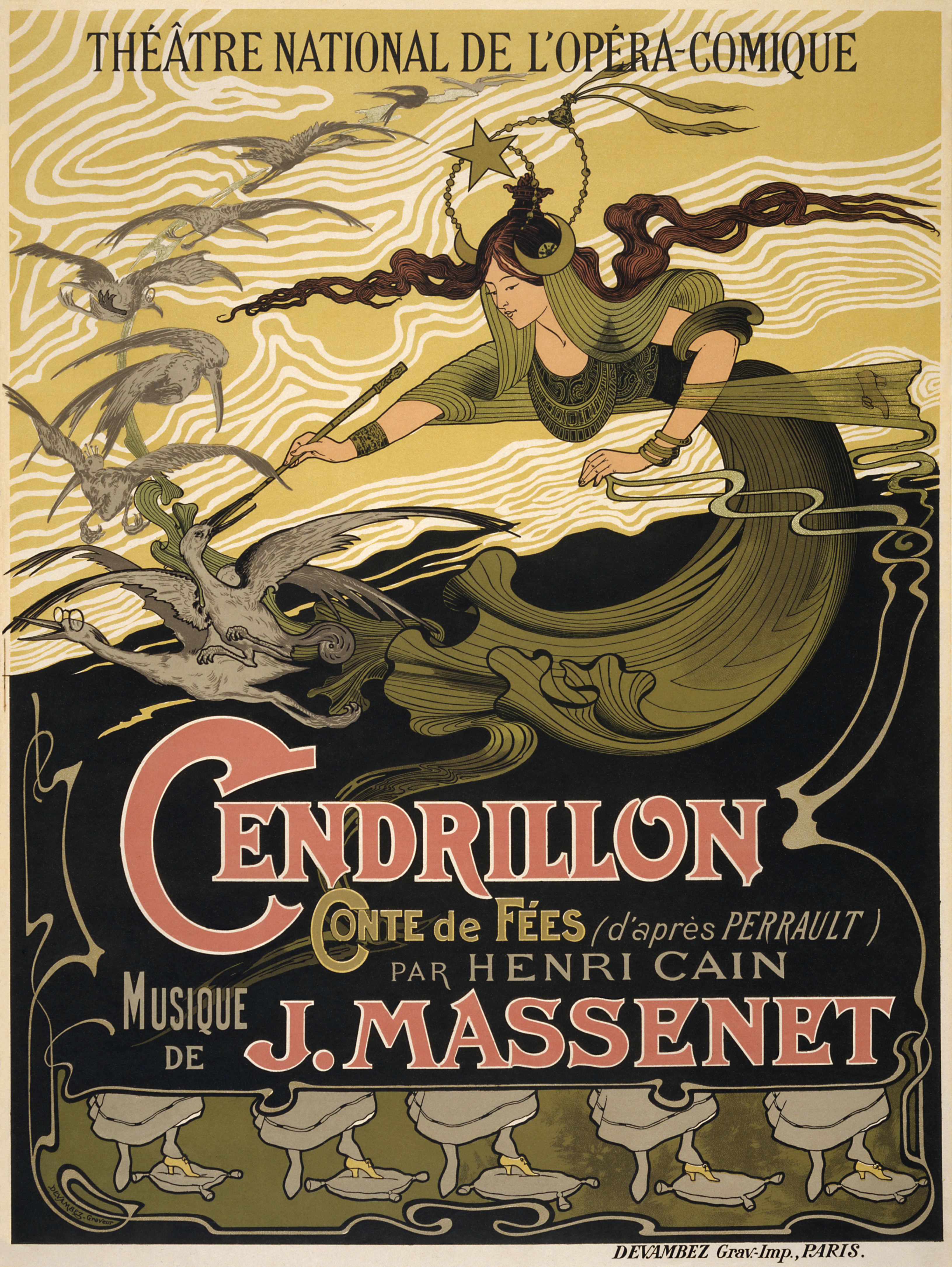
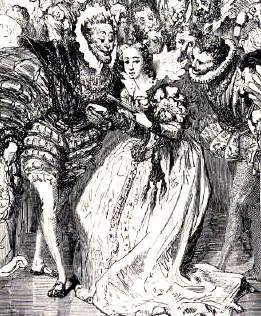
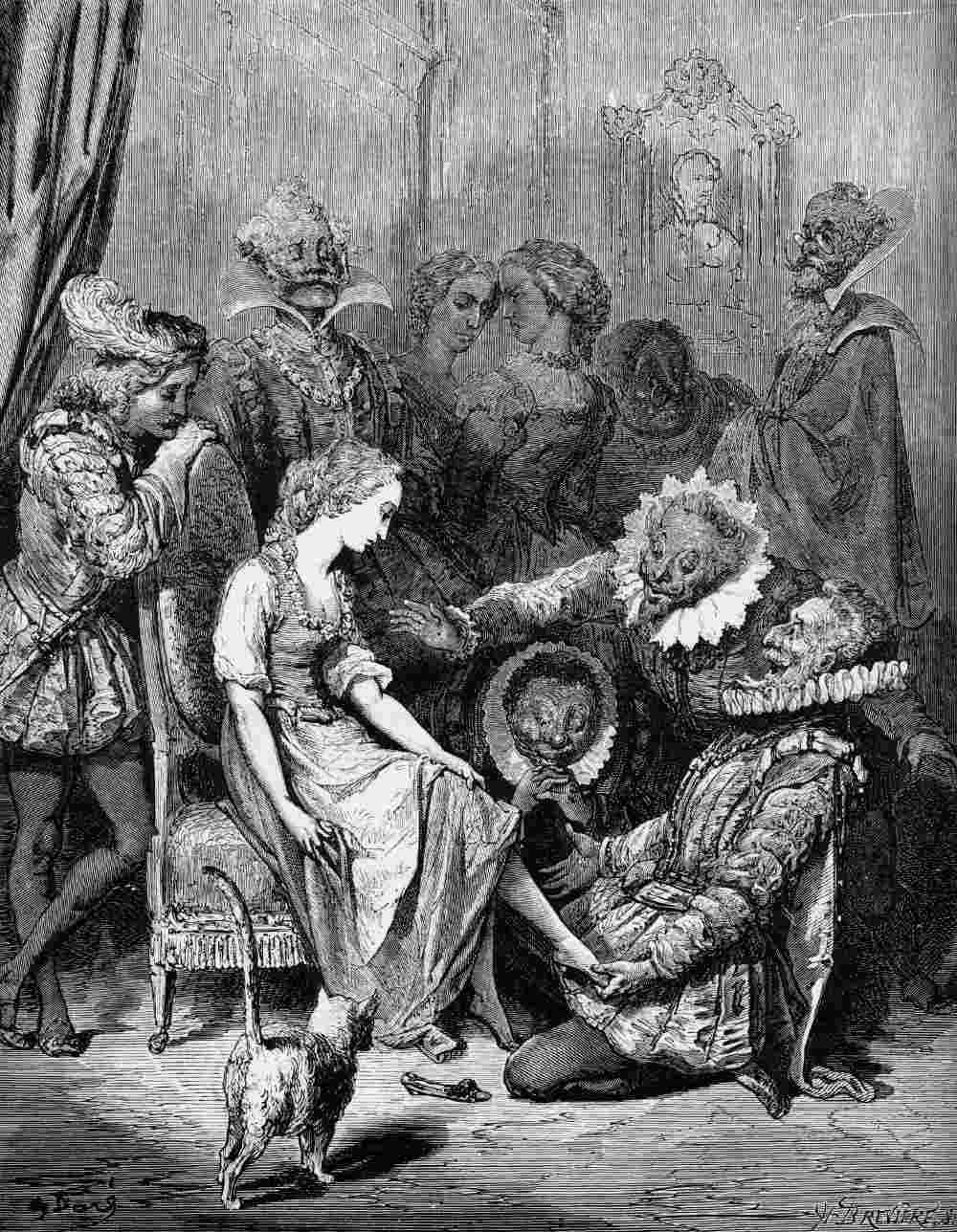
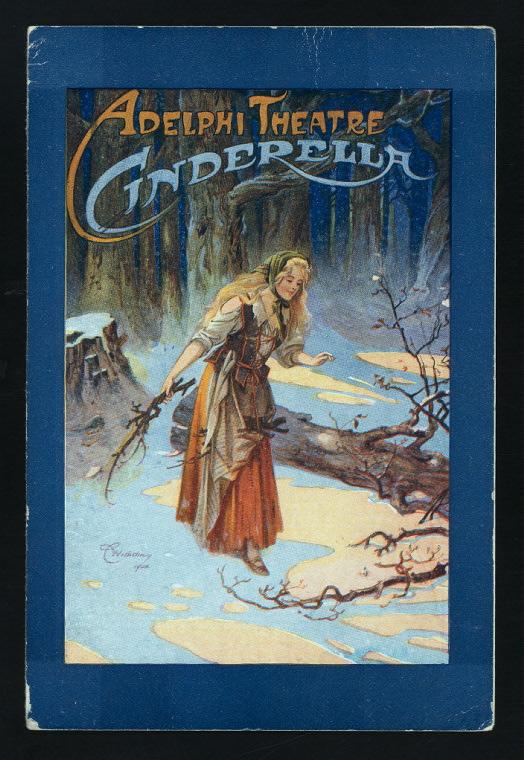
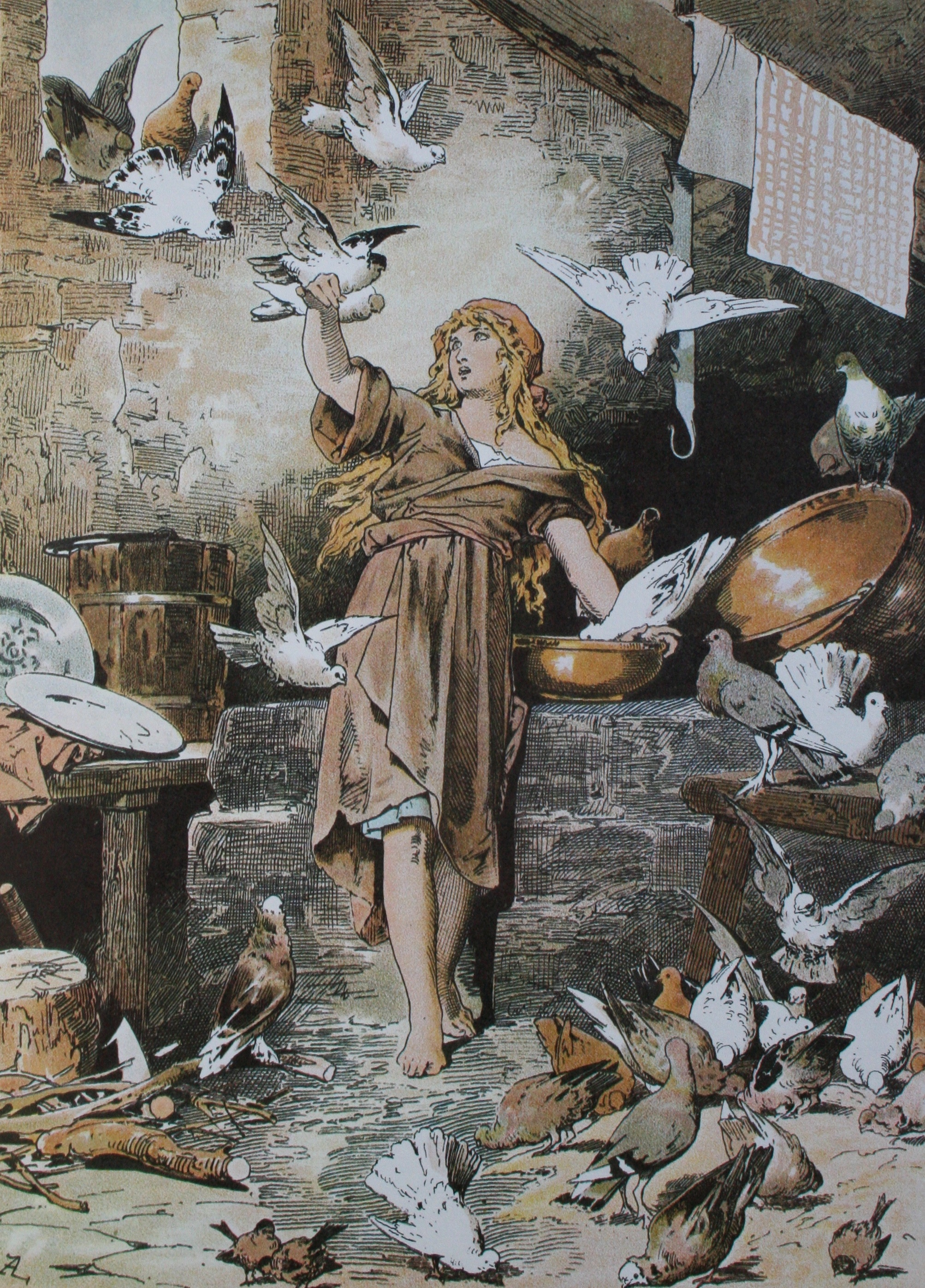
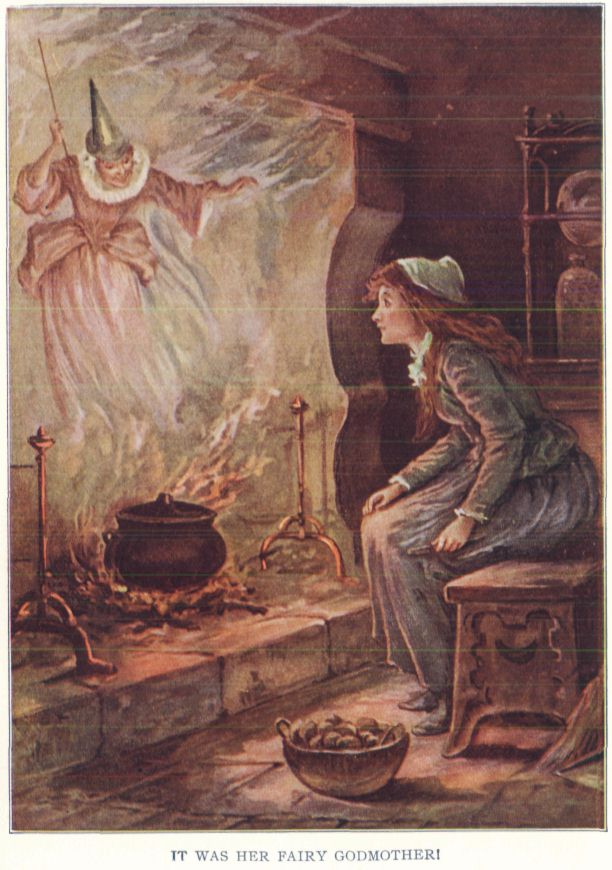